# Diplusodon thymifolius
Diplusodon thymifolius är en fackelblomsväxtart som beskrevs av Dc.. Diplusodon thymifolius ingår i släktet Diplusodon och familjen fackelblomsväxter. Inga underarter finns listade i Catalogue of Life.